# Teretrura tinctipennis
Teretrura tinctipennis är en tvåvingeart som beskrevs av Malloch 1933. Teretrura tinctipennis ingår i släktet Teretrura och familjen Pyrgotidae. Inga underarter finns listade i Catalogue of Life.